# Jamaica Estates

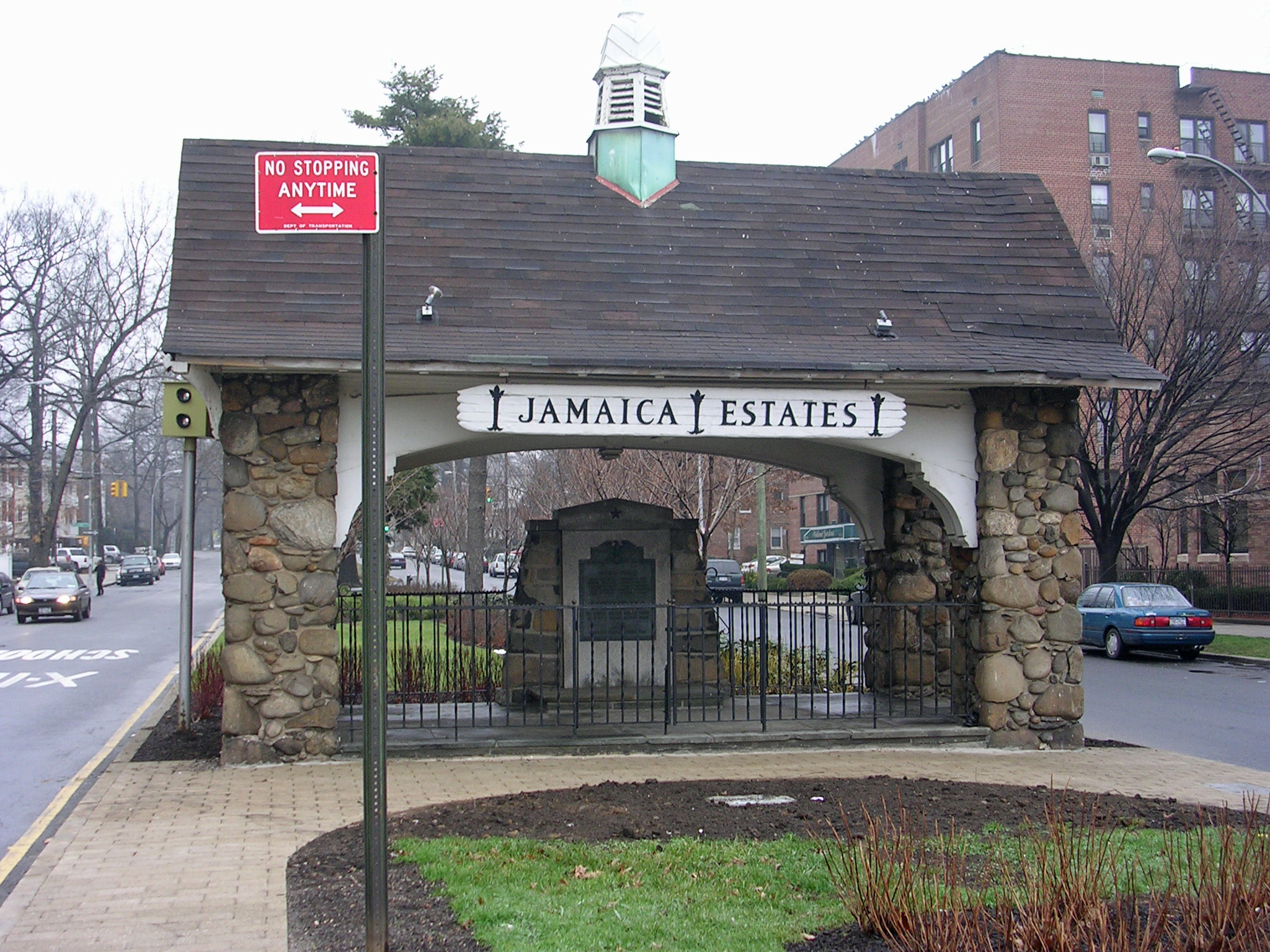
Weltkriegsmahnmal Jamaica Estates Memorial

Jamaica Estates ist ein gehobenes Wohnviertel im Stadtbezirk Queens, New York City. Es zählt es zu den begehrtesten Wohngegenden der Stadt.

## Geografie
Jamaica Estates grenzt im Westen an Jamaica Hills, im Süden an Jamaica, im Südosten an Hollis, im Osten an Holliswood und Queens Village, im Norden an Fresh Meadows, Utopia sowie Hillcrest mit dem Campus der St. John’s University.
Das Viertel liegt im Queens Community District 8 und wird im Norden von der Union Turnpike und im Süden von der Hillside Avenue begrenzt. Zentrale Hauptstraße ist Midland Parkway.
Es liegt im Bereich der Long-Island-Endmoräne aus der Wisconsin-Eiszeit und ist bekannt für sein hügeliges Terrain und eine waldreiche Landschaft, die den Gründern 1910 als Inspiration für die Planung mit geschwungenen Straßen und großzügigen Grundstücken diente. Parks und offene Flächen wie der Jamaica Estates Park prägen das Bild des Viertels. Die Bebauung besteht überwiegend aus Einfamilienhäusern, und die Nachbarschaft gilt als grün und ruhig. Die zuletzt 2007 überarbeitete Nutzungsfestlegung (Zoning) bestimmt, dass Neubauten in Jamaica Estates nur als freistehende Einfamilienhäuser zulässig sind.

## Geschichte

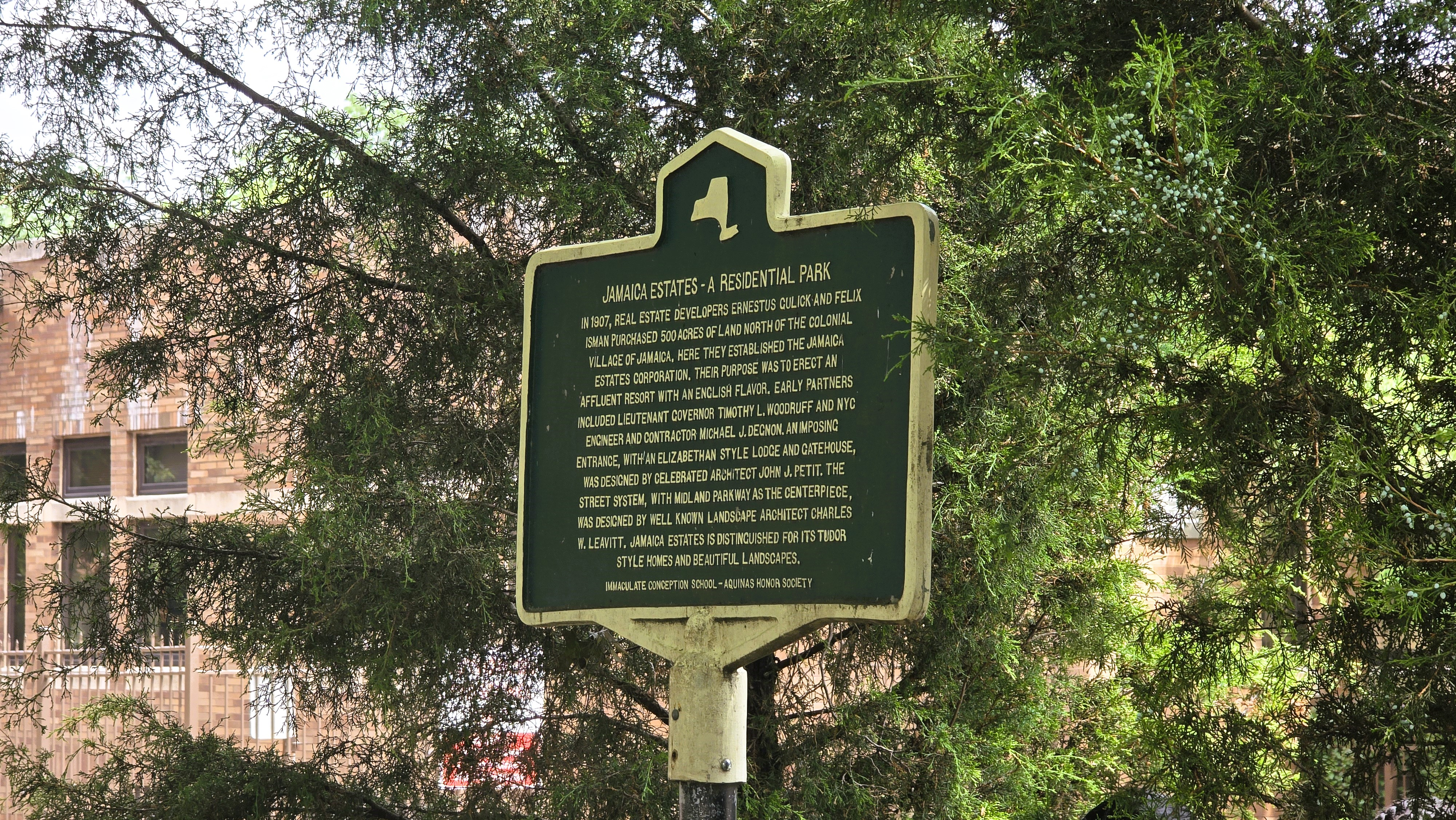
Jamaica Estates Historic Marker mit Beschreibung der Stadtteilgeschichte

Die Entwicklung begann im Jahr 1907, als die Immobilienentwickler Ernestus Guilick und Felix Isman rund 500 Acres Land nördlich des kolonialen Dorfes Jamaica erwarben. Die Straßenführung wurde von dem renommierten Landschaftsarchitekten Charles W. Leavitt entworfen, wobei Midland Parkway als zentrale Achse diente.
In den 1920er Jahren wurde das Viertel weiter ausgebaut, wobei verschiedene architektonische Stile wie Tudor, Kolonialstil und mediterrane Einflüsse das Erscheinungsbild prägten. Die großzügigen Anwesen und gepflegten Grünflächen machten Jamaica Estates zu einem bevorzugten Wohnort für wohlhabende Bürger.

## Demografie
Laut US Census 2020 leben 31.661 Menschen in Jamaica Estates. Das Medianalter betrug 41 Jahre. Die Geschlechterverteilung war nahezu ausgeglichen: 49,3 % der Bewohner waren männlich, 50,7 % weiblich.
Die Herkunft der Einwohner war vielfältig: 41,8 % waren in den USA geboren, 38,7 % waren eingebürgerte US-Bürger und 19,5 % waren keine US-Bürger. Die meisten Bewohner (90,8 %) lebten auch im Vorjahr bereits in derselben Wohnung, während 1,5 % aus dem Ausland zugezogen waren.

### Einkommen und Bildung
Das durchschnittliche jährliche Haushaltseinkommen betrug 103.549 US-Dollar, das mittlere Haushaltseinkommen lag bei 78.132 US-Dollar. Die Einkommen variierten nach Altersgruppe: Bewohner zwischen 25 und 44 Jahren verdienten im Median 77.806 US-Dollar, zwischen 45 und 64 Jahren 85.888 US-Dollar, während jüngere und ältere Gruppen geringere Einkommen aufwiesen.

### Wohnen
In Jamaica Estates gibt es 10.864 Wohneinheiten, die meisten wurden in den 1950er Jahren gebaut. Von den 10.282 bewohnten Einheiten sind 42,6 % Eigentum, 57,4 % werden vermietet. Der Medianwert eines Hauses mit Hypothek liegt bei 779.450 US-Dollar. Die durchschnittlichen monatlichen Wohnkosten betragen 1.841 US-Dollar.

### Weitere Merkmale
Die Bevölkerung ist ethnisch und kulturell vielfältig, mit Gemeinschaften aus verschiedenen Teilen der Welt.
Die Altersstruktur ist ausgewogen, mit einem leichten Schwerpunkt auf der Altersgruppe der 25- bis 64-Jährigen.
Die meisten Haushalte bestehen aus Familien; die durchschnittliche Haushaltsgröße beträgt etwa 2,9 Personen.

## Infrastruktur
Jamaica Estates liegt in der Nähe wichtiger Verkehrsachsen wie dem Parkway Grand Central Parkway (New York State Route 907M) und der Autobahn Long Island Expressway (Interstate 495), was für Pendler attraktiv ist. Die IND Queens Boulevard Line der New York City Subway erreichte 1937 entlang der Hillside Avenue die Gegend, 1950 wurde auch auf Betreiben der Eigentümervereinigung der Jamaica Estates die heutige Endstation Jamaica–179th Street eröffnet, die direkt an das Viertel grenzt und eine schnelle Verbindung nach Manhattan ermöglicht. Bedient wird sie von der U-Bahn-Linie  jeden Tag rund um die Uhr, sowie den Linien  mit einer begrenzten Anzahl an Fahrten im Berufsverkehr. Es gibt Buslinien der Metropolitan Transportation Authority, die das Viertel mit anderen Teilen von Queens und der Umgebung verbinden.
Im Viertel finden sich kleine Geschäfte, Cafés und Boutiquen, die zur lokalen Infrastruktur beitragen.